# King Prawn
King Prawn ist eine englische Crossover-Band aus London, die 1993 gegründet wurde, sich 2003 auflöste und seit 2013 wieder aktiv ist.

## Geschichte
Die Band wurde 1993 gegründet und bestand aus dem Sänger Al-Farabi Rumjen, dem Bassisten Babar Luck, dem Gitarristen Roger „Devil“ Hands und dem Schlagzeuger Nick „Swindonboye“ „Slugboy“ Smith. Nach ihrem ersten Auftritt in The Garage im Norden Londons erreichte die Band einen Plattenvertrag bei Words of Warning Records. Ende 1995 wurde mit Poison in the Air daraufhin eine erste Single veröffentlicht. Noch im selben Jahr erschien das Debütalbum First Offence, das von Martin Ivor Kent von Skunk Anansie produziert worden war. Da das Album recht erfolgreich war, konnte die Gruppe einige Fans nicht nur in London, sondern in ganz Großbritannien dazugewinnen. Nach der Veröffentlichung folgten Auftritte zusammen mit Citizen Fish, Snuff, Agnostic Front und Madness. Anfang 1997 erschien die Single Depths of My Soul, der kurz darauf Not Your Punk folgte. Im Januar 1998 wurde nach einjähriger Schaffenszeit das Album Fried in London veröffentlicht. Produziert hatte es der durch seine Arbeit mit Therapy? bekannt gewordene Harvey Birrell. In weiteren Konzerten empfahl sich die Band einem größeren Publikum. Bei den Kerrang! Awards 1998 wurde die Band außerdem in der Kategorie „Best New British Band“ nominiert. Außerhalb ihres Heimatlandes erschien das Album erst Ende Juli 1998. Anlässlich dieser Reichweitenausdehnung wurde für die Ausstrahlung auf MTV ein Videoclip zu Dephts of My Soul gedreht. Im folgenden Jahr erschien mit Your Worst Enemy eine EP, der im Jahr 2000 die Single Day in Day Out folgte. Im August 1999 war das Album Surrender to the Blender aufgenommen worden und wurde im Jahr 2000 veröffentlicht. Im selben Jahr wurde mit Someone to Hate eine Single ausgekoppelt, die insgesamt drei Lieder enthält. Ende 2001 wurde innerhalb von vier Wochen das Album Got the Thirst aufgenommen, ehe es im Sommer 2002 auf Tournee durch Italien und Deutschland ging. 2003 wurde Got the Thirst veröffentlicht. Die Band hielt ihren vorerst letzten Auftritt am 20. Dezember 2003 in London ab. Das Konzert wurde als DVD herausgebracht. Grund für die Auflösung war zum einen, dass die Bandmitglieder nicht mehr gewillt waren zu touren, zum anderen hatte Roger Hands einen anderen Job gefunden. Seit 2013 ist die Band wieder aktiv. Im selben Jahr war die Gruppe auf den Reading and Leeds Festivals und dem Boomtown Festival zu sehen. Im November des Jahres veröffentlichte die Band via Bandcamp die beiden neuen Lieder Done Days und A Solemn Man. 2015 und 2017 spielte die Band erneut auf dem Boomtown Festival.

## Stil
Laut Mario Mesquita Borges von Allmusic vermischt die Band Ska, Punk und Hardcore Punk, sodass daraus eine alternative Form des Rock ’n’ Roll geschaffen werde. Christian Graf gab in seinem Nu Metal und Crossover Lexikon an, dass die Band Punk, Ska, Reggae, Hip-Hop, Metal und Jazz vermischt. Dieselben Genres nannte auch Joel McIver in seinem Buch The Next Generation of Rock & Punk Nu-Metal. Im Interview mit derdude-goes-ska.de gab die Band an, dass sie neben Punk und Hip-Hop auch durch Dub und Jungle beeinflusst wurde. Alex Henderson, ebenfalls von Allmusic, stellte in seiner Rezension zu Got the Thirst fest, dass King Prawn eine der spannendsten Ska-Punk-Bands war, die die 1990er Jahre hervorgebracht hätten. Das Album nun sei eine solide Fortsetzung und es seien weiterhin Einflüsse von Bands wie The Specials, den Dead Kennedys, The Clash, Rage Against the Machine, Public Enemy und Shabba Ranks hörbar. In ihren Songs nehme die Band den Ska-Punk als Grundlage und reichere ihn mit Hardcore Punk, Alternative Metal, Hip-Hop, Funk, Soul und Dancehall an.
Die „abwechslungsreiche Mischung aus Oi!, Punk & Ragga-Ska“ ergebe einen „MultikultiCore“, der tanzbar und vergnüglich sei, meinte Hanno Kress in ihrer First-Offence-Besprechung für das Rock Hard. Er komme  Dub War und Blaggers ITA nahe. Die Texte seien anarchistisch. Simon Brunner vom ox-Fanzine schrieb in seiner Rezension zu First Offence, dass es sich bei King Prawn um eine Crossover-Band handelt, die Hardcore, Ska-Punk, Ragga, Dub sowie etwas Funk und Hip-Hop kombiniere. Dies würden bei ihm Vergleiche zu Dub War, Fishbone, Red Hot Chili Peppers, Rage Against the Machine und aufgrund des Gesangs auch zu Blue Meanies, Dead Kennedys und System of a Down hervorrufen. In derselbe Ausgabe rezensierte Brunner auch Fried in London und stellte fest, dass diese Veröffentlichung nicht mehr ganz so vielfältig ist. Man orientiere sich ausschließlich in Richtung Punk, Hardcore Punk, etwas Metal und vor allem Reggae, Ragga, Ska und Dub, sodass es etwas mehr nach Bad Brains und Dub War klinge, nur „modern und fett produziert“. Die Genres würden in den Songs recht schnell wechseln, jedoch würden sie eingängig bleiben. Die beiden Bonuslieder dieser Wiederveröffentlichung würden an Blue Meanies erinnern. In einer späteren Ausgabe rezensierte Brunner Got the Thirst und merkte an, dass die Lieder durch den Hip-Hop-Anteil altbacken klingen. Die Lieder seien sehr abwechslungsreich, jedoch überwiege der Hip-Hop mit harten Gitarren im Stil der Red Hot Chili Peppers und von Rage Against the Machine, allerdings würden die Songs durch die Blasinstrumente einen eigenen Charakter erhalten.

## Diskografie
- 1995: Poison in the Air (Single, Words of Warning Records)
- 1995: First Offence (Album, Words of Warning Records)
- 1997: Not Your Punk (Single, Words of Warning Records)
- 1997: Depths of My Soul (Single, Words of Warning Records)
- 1998: Fried in London (Album, Words of Warning Records)
- 1999: Your Worst Enemy (EP, Spitfire Records)
- 2000: Day in Day Out (Single, Spitfire Records)
- 2000: Someone to Hate (Single, Spitfire Records)
- 2000: Surrender to the Blender (Album, Spitfire Records)
- 2003: Got the Thirst (Album, Golf Records)
- 2003: The Dominant View (Single, Golf Records)
- 2005: Live at the Forum 20.12.03 (DVD, Golf Records)
- 2013: Done Days / Solemn Man (Single, Yo-Silver Records)